# Краснообск
Красноо́бск — рабочий посёлок в Новосибирском районе Новосибирской области России.
Образует городское поселение рабочий посёлок Краснообск.

## География
Расположен на левом берегу Оби между Кировским и Советским районами Новосибирска. Входит в Новосибирскую агломерацию.
Площадь в пределах городской черты составляет 1321,56 га, в состав территории муниципального образования входят также 201,14 га сельскохозяйственных земель за пределами городской черты.

## История
В 1968 году постановлением ЦК КПСС и Совета Министров СССР была разрешена организация отделений ВАСХНИЛ в Киеве, Ташкенте и Новосибирске.
В 1969 году Совет министров СССР принял Постановление о создании вблизи Новосибирска научно-исследовательского комплекса Сибирского отделения ВАСХНИЛ в целях ускорения темпов развития сельского хозяйства Сибири и Дальнего Востока и повышения роли науки в развитии производительных сил региона. Созданы, в основном, на базе уже существующих новосибирских учреждений, Сибирский научно-исследовательский и проектно-технологический институт животноводства (СибНИПТИЖ), Сибирский научно-исследовательский институт механизации и электрификации сельского хозяйства (СибИМЭ), Сибирский НИИ экономики сельского хозяйства (СибНИИЭСХ), Сибирский НИИ химизации сельского хозяйства, НИИ кормов.
14 апреля 1970 была проведена торжественная закладка посёлка Краснообск как наукограда, которая была приурочена к 100-летнему юбилею В. И. Ленина. Проект был разработан ГИПРОНИИ АН СССР и включал научно-исследовательскую с учебной базой, жилую и общественную зоны. Строительство было отнесено к Всесоюзным комсомольским стройкам.
Был основан в 1972 как посёлок для работников тогда же образованного Сибирского отделения ВАСХНИЛ. Научный городок был открыт 24 января 1975 года, статус рабочего посёлка городского типа получил в 1976 г.
В ноябре 1970 года прошло первое региональное совещание и был избран Президиум СО ВАСХНИЛ.
В январе 1971 года основан журнал «Сибирский вестник сельскохозяйственной науки».
В феврале 1973 года создана газета «Колос Сибири».
27.02.1974 общим собранием ВАСХНИЛ утверждён Устав СО ВАСХНИЛ.
26.07.1974 вышло постановление Совета министров РСФСР о создании Института экспериментальной ветеринарии Сибири и Дальнего Востока; соответствующее решение Президиума СО ВАСХНИЛ состоялось 01.09.1974.
21.03.1977 Совет министров РСФСР постановил организовать Сибирский НИИ растениеводства и селекции (СибНИИРС).
27.07.1978 филиал Центральной научной сельскохозяйственной библиотеки ВАСХНИЛ (созданный в декабре 1971 года) приказом МСХ СССР передан Сибирскому отделению Академии — создана самостоятельная ЦНСХБ СО ВАСХНИЛ.
30.11.1978 вышел приказ Президиума СО ВАСХНИЛ об организации РПО — редакционно-полиграфического объединения.
22.04.1980 постановлением СМ РСФСР институт химизации преобразован в Сибирский НИИ земледелия и химизации сельского хозяйства (СибНИИЗХим).
В 1980 году СибНИПТИЖ награждён орденом.
В ноябре 1983 года Совет министров РСФСР разрешил организацию Дома учёных; соответствующий приказ по СО ВАСХНИЛ вышел 11.10.1984.
В 1985 году за оригинальное архитектурное решение при проектировании и строительстве научного центра СО ВАСХНИЛ ряду работников ГИПРОНИИ и «Сибакадемстроя» была присуждена Государственная премия СССР.
04.12.1986 решением СМ РСФСР создано НПО «Земледелие» со СибНИИЗХим в качестве головного учреждения.
22.12.1987 постановлением Госагропромкомитета СССР на базе СОПКТБ создан научно-исследовательский и конструкторско-технологический институт физико-технических проблем. Название «Сибирский физико-технический институт аграрных проблем» (СибФТИ) дано Приказом по РАСХН от 20.05.1992 и приказом по СО РАСХН от 16.06.1992.
30.06.1988 организован, согласно постановлению Госагропромкомитета СССР, СибНИПТИП — Сибирский научно-исследовательский и проектно-технологический институт переработки сельскохозяйственной продукции.
29.06.1990 на базе вычислительного центра СибФТИ организован Центр информационно-вычислительного обеспечения ЦИВО.
27.07.2020 Государственная инспекция по охране объектов культурного наследия Новосибирской области опубликовала приказ о включении в перечень выявленных объектов культурного наследия «Научного городка СО ВАСХНИЛ» в качестве достопримечательного места. Приказ был отменён 13.08.2020 в связи с ошибками, допущенными при подготовке предмета охраны.

## Население
| 1979    | 1989    | 2002    | 2007    | 2009    | 2010    | 2012    |
| ------- | ------- | ------- | ------- | ------- | ------- | ------- |
| 6953    | ↗16 065 | ↗17 114 | ↗17 194 | ↗17 769 | ↗18 448 | ↗18 981 |
| 2013    | 2014    | 2015    | 2016    | 2017    | 2018    | 2019    |
| ↗19 775 | ↗20 686 | ↗21 784 | ↗22 913 | ↗23 768 | ↗25 047 | ↗26 241 |
| 2020    | 2021    |         |         |         |         |         |
| ↗26 523 | ↗29 086 |         |         |         |         |         |

По данным переписи населения 2010 года, в городе проживало 8377 мужчин и 10 071 женщина. На 100 женщин приходилось 83 мужчины.

## Местное самоуправление
Главы администрации
- Яцков Олег Михайлович
- Зеленцов Денис Александрович

 Председатели Совета депутатов

## Транспорт
Расстояние до ближайшей железнодорожной станции 18 километров. Также по территории Краснообска проходят автобусные маршруты 88, 115, 124, 141, 212, 226, 264, и маршрутное такси 364.

## Здравоохранение
Новосибирская центральная районная больница на 316 койко-мест и поликлиника на 300 посещений в смену с численностью врачей 140 человек и среднего медицинского персонала 236 человек. В городе есть медсанчасть-168.

## Предприятия и учреждения
Образовательные учреждения

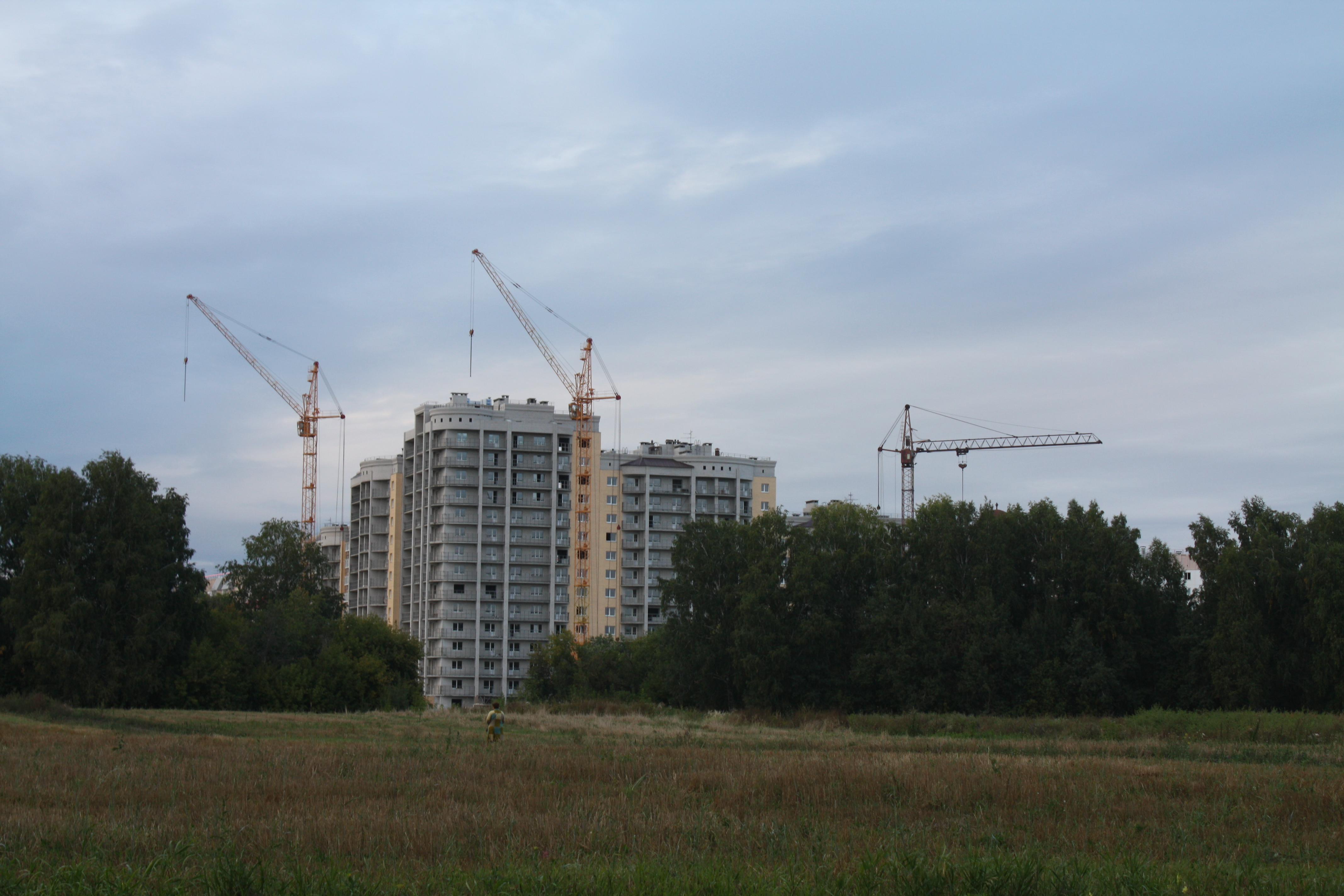
Краснообск в 2016 году

- 2 средних школы, лицей и гимназия, в которых обучается более 4000 человек.
- учреждения дополнительного образования детей: детская художественная школа, детская музыкальная школа, Новосибирская районная станция юных натуралистов, Дом детского творчества «Мастер».
- 7 детских садов и 1 детсадовская группа, при школе, которые посещают около 950 детей.

Научные учреждения
- Сибирский федеральный научный центр агробиотехнологий Российской академии наук (СФНЦА РАН)

Культурные учреждения
Культурно-просветительную работу проводят:
- Дом культуры, в котором работает 43 кружка и клуба, 9 художественных коллективов имеют звание «народный».
- Дом учёных СО РАСХН, в котором проводятся театрально-зрелищные мероприятия.
- Центральная районная библиотека с книжным фондом 48 тысяч экземпляров и книговыдачей 99,6 тысяч экземпляров (2007 г.).
- Центральная научная сельскохозяйственная библиотека с книжным фондом 644 тысяч экземпляров и книговыдачей 119 тысяч экземпляров.
- Музей агроэкологии и охраны окружающей среды им. В. С. Гребенникова.

Спортивная и физкультурно-массовая работа
Ведётся на базе Краснообских общеобразовательных школ, ДЮСШ «Академия», хоккейного клуба «Колос», бассейна «Арго», СДЮШОР по конному спорту, в которых занимаются более 1000 детей. В городе действуют две хоккейных коробки, два футбольных поля, две волейбольные и две баскетбольных площадки, площадка для мини-футбола, бассейн, три спортивных зала в школах, стрелковый тир, 3 частных спортивных зала, несколько кружков, обучающих самозащите, фитнес-клуб. 1 сентября 2018 года был построен спортивный комплекс «Армада»: 25-метровый бассейн, хореографический зал, зал борьбы, батутный центр, крытый скалодром высотой 12 метров.
Развлекательные учреждения
В спортивном комплексе «Армада» расположен экстрим-парк и летняя площадка.
Религиозные учреждения

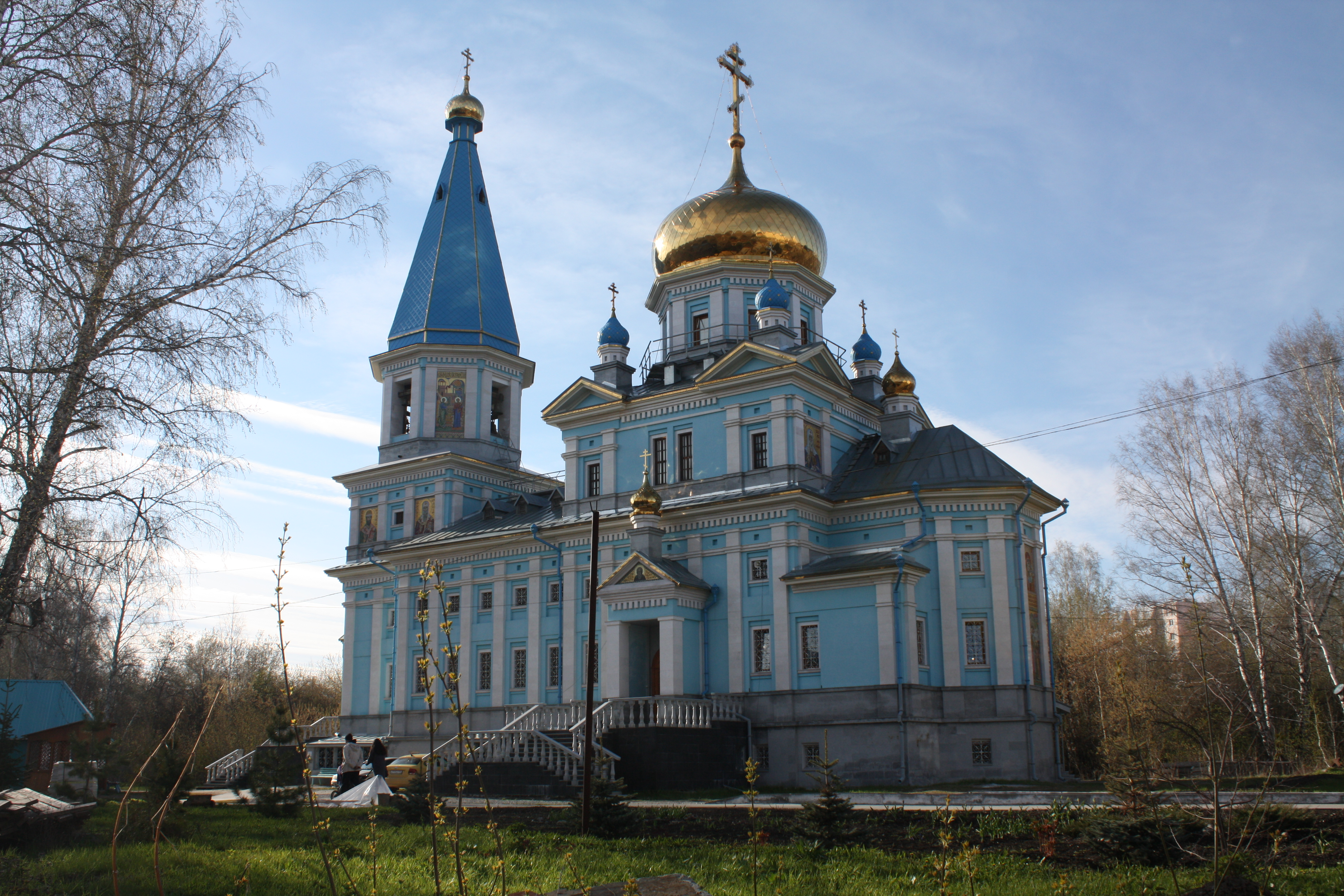
Сергиево-Казанский храм

На Западной улице расположен Сергиево-Казанский храм.
Производственные предприятия
На территории муниципального образования зарегистрировано около 400 учреждений, предприятий и организаций различных форм собственности, более 80 % которых не являются государственными. Большинство этих учреждений арендуют помещения в научной зоне города. За счёт их налогов формируется доходная база местного бюджета (68 % от собственных доходов в бюджет).
- В городе 42 магазина, в том числе 20 со смешанными и продуктовыми товарами;
- 7 предприятий общественного питания, кроме того, 3 школьных столовых;
- 40 предприятий бытового обслуживания;
- 2 рынка.
- В черте города находятся Лесопарк имени академика И. И. Синягина[25] и Краснообский дендропарк при Сибирском НИИ растениеводства и селекции[26].